# 蒔田公園
蒔田公園（まいたこうえん）は、神奈川県横浜市南区宿町と花之木町にまたがる都市公園である。

## 歴史
現在の蒔田公園を含む宿町、花之木町、宮元町一帯は第二次世界大戦後は進駐軍により接収され、かまぼこ型兵舎などが建てられた。1956年（昭和31年）に接収が解除されたのち、1959年（昭和34年）に野球場を中心とした運動公園として開園した。鎌倉街道の裏通りと、鎌倉街道と大岡川を結ぶ街路の交差点側が本塁、川沿いが外野側で、観覧席や野外ステージなども備えていた。南まつりなどのイベントのほか、一時期はメーデーの中央会場や横浜国際仮装行列の終点としても使われた。
その後老朽化が進み、1998年度（平成10年度）より野球場は解体。大型遊具や見晴らしの丘を中心とした公園に再整備された。2009年（平成21年）より公園北西部での下水工事により当該区画は仮囲いで覆われていたが、工事完了に伴い2020年（令和2年）2月22日に遊具などが設置された広場がオープンした。

## 園内
北側は大岡川に面し、本公園付近で中村川が分かれる。中村川の上部に首都高速狩場線の高架橋が架かり、公園に沿って花之木出口のランプウェイが伸びる。大岡川は桜の名所で、春には本公園で桜まつりが開かれる。川に面して親水護岸が整備されており、「ふれあいアクアパーク」の愛称は横浜市立日枝小学校の児童により命名された。水辺の観察のほか、新港埠頭付近までカヌーやシーカヤックを楽しむことができる（親水護岸の利用には事前申請が必要）。